# Observatorul Astronomic „V. Anestin” din Bacău
Observatorul Astronomic „V. Anestin” este un muzeu județean din, amplasat în Str. Trotuș nr. 8. Clădirea, construită între anii 1910 - 1911, având destinația de castel de alimentare cu apă a orașului, este atribuită muzeului în 1981. Construcția are un diametru de 12 m și o înălțime totală de 25 m, cu patru nivele (parter și trei etaje). Expoziția astronomică de bază este realizată în șase săli (etajele I și II). Sala de spectacole a Planetariului se află la ultimul etaj. Există și o mică sală de 15 mp pentru expoziții temporare, iar la parter o expoziție de carte de specialitate.  În 1982 s-a deschis expoziția permanentă "Materia în Univers", reactualizată în 1992 sub titlul "Universul - de la Pământ la stele", iar în anul 1984 s-a primit în dotare un proiector de Planetariu. Fiecare sală este consacrată unei subteme, după cum urmează: Sala I: Universul, Sala II: Familii astrale, Sala III: Soarele și Luna, Sala IV: Stelele, Sala V: Evoluție astrală, Sala VI: Astronomia în țara noastră. Expunerea este realizată pe panouri furniruite, de culoare castanie, pe care sunt amplasate texte centrale scurte, fotografii și diapozitive color (50 x 60 cm), elemente grafice, documente astronomice constând din fotografii mari (70 x 100 cm) referitoare la diferite nebuloase și roiuri stelare mai cunoscute, galaxii spirale, eclipse, activități umane pe Lună.
În perioada 2014 - 2016 Consiliul Județean Bacău, a implementat proiectul cu finanțare europeană intitulat „Restaurarea și Valorificarea Durabilă a Patrimoniului Cultural - Observatorul Astronomic „Victor Anestin” Bacău”.
A fost o oportunitate care a dus Observatorul Astronomic din Bacău pe un loc de frunte în cadrul muzeografiei. Clădirile în care își desfășoară activitatea astăzi Observatorul Astronomic „Victor Anestin” sunt o îmbinare arhitectonică estetică între fostul castel de apă al Bacăului, clădire monument istoric și o clădire modernă nou construită pentru a corespunde standardelor europene contemporane.
Noua expoziție permanentă, intitulată „Universul - de la Pământ la stele”, deschisă pentru public la data de 31 mai 2016, are șase subteme care prezintă Sistemul nostru Solar și Corpurile cerești luminoase din Universul cunoscut, într-o manieră interactivă, modernă.
Cupola mobilă de observații, construită prin acest proiect  este dotată cu un telescop performant Meade LX 850, pentru observarea evenimentelor astronomice.
Planetariul a fost modernizat și acum, datorită aparaturii digitale performante, vizitatorul poate călători virtual în orice loc din Univers prin intermediul show-urilor de planetariu.
S-a construit o terasă circulară, dotată cu binocluri de priveliște, care oferă vizitatorilor posibilitatea de a admira Bacăul și împrejurimile acestuia.